# Heliodorus
Heliodorus – rodzaj muchówek z rodziny rączycowatych (Tachinidae).

## Wybrane gatunki
- H. cochisensis Reinhard, 1964[1]
- H. vexillifer Reinhard, 1964[1]